# Kweon Young-jun
Kweon Young-jun (kor. 권 영준, ur. 29 marca 1987 w Cheongju) – południowokoreański szpadzista, brązowy medalista igrzysk olimpijskich, trzykrotny medalista mistrzostw świata i igrzysk azjatyckich.
Wystartował na igrzyskach olimpijskich w Tokio w 2020 roku Koreańczycy w składzie: Park Sang-young, Ma Se-geon, Song Jae-ho i Kweon Young-jun zdobyli brązowy medal drużynowo. W rywalizacji indywidualnej zajął 27. pozycję. 
Podczas mistrzostw świata w Kazaniu (2014) reprezentacja Korei w składzie: Jung Jin-sun, Kweon Young-jun, Park Kyoung-doo i Park Sang-young zajęła drugie miejsce w zawodach drużynowych. Wynik ten Koreańczycy powtórzyli na mistrzostwach świata w Moskwie (2015) i mistrzostwach świata w Wuxi (2018). 
Ponadto zdobył złoty medal drużynowo na igrzyskach azjatyckich w Inczon (2014) oraz brązowy podczas igrzysk azjatyckich w Dżakarcie (2018) i igrzysk azjatyckich w Hangzhou (2022).
Kilkukrotnie zdobywał medale mistrzostw Azji, w tym złote w drużynie na mistrzostwach Azji w Wakayamie w 2012 roku, mistrzostwach Azji w Suwon w 2014 roku i mistrzostwach Azji w Hongkongu w 2017 roku